# Hamid al-Din Ahmad ibn Abd Allah al-Kirmani
Hamid-ad-Din Àhmad ibn Abd-Al·lah al-Kirmaní o, més senzillament, al-Kirmaní (segle xi) fou un important daï ismaïlita fatimita, coetani del califa fatimita Abu-Alí Mansur ibn al-Aziz al-Hàkim bi-amr-Al·lah (996–1021), que desenvolupà la seva acció a Egipte i Síria.
Fou l'autor de nombroses obres sobre teoria de l'imamat i filosofia ismaïlita.